# Эльконин, Виктор Борисович
Ви́ктор Бори́сович Элько́нин (1910—1994) — советский живописец и график; заслуженный художник Российской Федерации (1993), Первая премия Московского союза художников (1973, 74, 77, 81), лауреат премии Совета Министров СССР.

## Биография
Родился 7 марта 1910 года в селе Малая Перещепина Полтавской губернии в еврейской семье, младший брат Д. Б. Эльконина.
С 1927 года учился в Вхутеине у К. Н. Истомина, Л. А. Бруни, В. А. Фаворского, Н. М. Чернышева, П. В. Кузнецова, закончив это художественное заведение в 1930 году. С этого же года состоял членом Общества художников «Четыре искусства», с 1933 года — Московского Союза художников.
Под псевдонимом «Э. Викторов» выступал в качестве критика по вопросам искусства в «Литературной газете» (в 1933—1935 годах). Как график Эльконин оформил более 80 книг в различных московских издательствах. Когда в 1935 году организовалась Мастерская монументальной живописи, руководителем которой стал Л. А. Бруни, а консультантом — В. А. Фаворский, Виктор Эльконин поступил в эту мастерскую.
В 1942 году Эльконин был призван в Красную армию и находился на фронте до конца Великой Отечественной войны, участвовал в боях за Берлин. Демобилизовавшись, продолжил заниматься монументальной живописью, вошел в состав руководителей Мастерской монументальной живописи, которая работала до 1948 года. В 1960—1970 годах В. Б. Эльконин увлёкся гобеленом и станковой живописью, создав много работ.
Художник был участником многих выставок в СССР и за рубежом — в Кенигсберге (1932), в Мадриде и Марселе (1933), в США (1933), в Лейпциге (1959), во Франции (1993). Его персональные выставки прошли в Москве 1970 и 1975 годах (совместно с Н. М. Элькониной-Розенберг); в 1985 и 1992 годах в Московской галерее «Сегодня»; в 1996 году в Государственной Третьяковской галерее.
Умер 10 ноября 1994 года в Москве. Похоронен на Николо-Архангельском кладбище (участок 4а) вместе с женой — художницей Н. М. Элькониной-Розенберг (1910—1980)

## Труды
В. Б. Эльконин широко известен как автор монументальных произведений, среди которых:
- панно к 800-летию Москвы для клуба завода им. С. М. Будённого (1948, совместно с Н. М. Элькониной);
- панно «Золотая Москва» для павильона СССР на Всемирной выставке в Брюсселе (1958, совместно с А. В. Васнецовым и А. Д. Гончаровым);
- мозаика «История русской почты» и фресочная роспись в интерьере почтамта Казанского вокзала (1965—1966, совместно с А. В. Васнецовым);
- рельеф «Флора» павильона «Цветоводство» на ВДНХ СССР (кованая медь, 1972, совместно с Ю. В. Александровым);
- гобелен «Москва — столица Советского Союза» в зале для приёмов Посольства СССР в Париже (1977).

Работы художника хранятся в Государственной Третьяковской галерее, Государственном русском музее, Государственном музее изобразительных искусств и других музеях РФ, а также в частных собраниях за рубежом.